# Auderville
Auderville és un municipi delegat francès al departament de la Manche (regió de Normandia). L'1 de gener de 2017 va fusionar amb el municipi nou de La Hague.

## Demografia

### Població
El 2007 la població de fet d'Auderville era de 295 persones. Hi havia 113 famílies de les quals 30 eren unipersonals (13 homes vivint sols i 17 dones vivint soles), 29 parelles sense fills, 46 parelles amb fills i 8 famílies monoparentals amb fills.
La població ha evolucionat segons el següent gràfic:
Habitants censats

### Habitatges
El 2007 hi havia 192 habitatges, 115 eren l'habitatge principal de la família, 65 eren segones residències i 12 estaven desocupats. Tots els 190 habitatges eren cases. Dels 115 habitatges principals, 68 estaven ocupats pels seus propietaris, 41 estaven llogats i ocupats pels llogaters i 6 estaven cedits a títol gratuït; 8 tenien dues cambres, 20 en tenien tres, 35 en tenien quatre i 51 en tenien cinc o més. 79 habitatges disposaven pel capbaix d'una plaça de pàrquing. A 59 habitatges hi havia un automòbil i a 43 n'hi havia dos o més.

### Piràmide de població
La piràmide de població per edats i sexe el 2009 era:
| Homes | Edats   | Dones |
| ----- | ------- | ----- |
| 0     | 95 o +  | 4     |
| 0     | 90 a 94 | 8     |
| 0     | 85 a 89 | 0     |
| 4     | 80 a 84 | 0     |
| 4     | 75 a 79 | 4     |
| 4     | 70 a 74 | 12    |
| 12    | 65 a 69 | 4     |
| 0     | 60 a 64 | 8     |
| 4     | 55 a 59 | 8     |
| 8     | 50 a 54 | 0     |
| 16    | 45 a 49 | 16    |
| 12    | 40 a 44 | 12    |
| 4     | 35 a 39 | 8     |
| 16    | 30 a 34 | 4     |
| 4     | 25 a 29 | 0     |
| 4     | 20 a 24 | 4     |
| 8     | 15 a 19 | 0     |
| 8     | 10 a 14 | 16    |
| 12    | 5 a 9   | 0     |
| 4     | 0 a 4   | 8     |

## Economia
El 2007 la població en edat de treballar era de 175 persones, 113 eren actives i 62 eren inactives. De les 113 persones actives 101 estaven ocupades (58 homes i 43 dones) i 11 estaven aturades (6 homes i 5 dones). De les 62 persones inactives 22 estaven jubilades, 16 estaven estudiant i 24 estaven classificades com a «altres inactius».

### Ingressos
El 2009 a Auderville hi havia 113 unitats fiscals que integraven 272,5 persones, la mediana anual d'ingressos fiscals per persona era de 16.618 €.

### Activitats econòmiques
Dels 12 establiments que hi havia el 2007, 1 era d'una empresa de construcció, 2 d'empreses de comerç i reparació d'automòbils, 5 d'empreses d'hostatgeria i restauració, 1 d'una empresa immobiliària, 2 d'empreses de serveis i 1 d'una empresa classificada com a «altres activitats de serveis».
Dels 2 establiments de servei als particulars que hi havia el 2009, 1 era un paleta i 1 restaurant.
L'únic establiment comercial que hi havia el 2009 era una fleca.
L'any 2000 a Auderville hi havia 7 explotacions agrícoles que ocupaven un total de 184 hectàrees.

## Equipaments sanitaris i escolars
El 2009 hi havia una escola maternal integrada dins d'un grup escolar amb les comunes properes formant una escola dispersa.

## Poblacions més properes
El següent diagrama mostra les poblacions més properes.